# Jakab Zsuzsanna
Jakab Zsuzsanna, dr. Jakab Ferencné (Budapest, 1951. május 17. –) az Egészségügyi Világszervezet (WHO) vezérigazgató-helyettese. Korábban a (WHO) európai regionális igazgatója volt Koppenhágában. 2010. február 1-jén váltotta Marc Danzont, és 2019-ig volt ezen a poszton. A magyar szakember azelőtt a 2005-ben létrehozott, stockholmi székhelyű Európai Betegségmegelőzési és Járványvédelmi Központ (ECDC) alapító igazgatója volt, négy év alatt tekintélyes, 40 millió euróból gazdálkodó, közel háromszáz munkatársat foglalkoztató intézményt építve fel, de az elmúlt három évtizedben egyéb magas egészségügyi beosztásokban is bizonyított.
Jelenleg a magyar állampolgárok közül ő tölti be a legmagasabb, nem politikai beosztást nemzetközi szervezetnél.

## Tanulmányok és karrier
Apja sebész volt, anyja mezőgazdász. Családja 1956-ban Budapestről Győrbe költözött, ahol édesapja a kórház sebészeti osztályát vezette. A győri Kazinczy Gimnáziumba járt, orosz nyelvi tanulmányi versenyen elért országos helyezésével felvételi nélkül juthatott be 1969-ben az ELTE Bölcsészettudományi Karára. Itt szerezte 1974-ben első diplomáját. Népegészségügyből Göteborgban, közigazgatásból Budapesten szerzett felsőfokú képesítést. Két posztgraduális fokozatot is megszerzett.
Jakab 1975-től dolgozott az Egészségügyi Minisztérium nemzetközi főosztályán; a minisztérium külkapcsolataiért, köztük az ENSZ Egészségügyi Világszervezetével való kapcsolattartásért felelt. 1991–2002 között az Egészségügyi Világszervezet európai regionális hivatalában töltött be különböző vezetői és felsővezetői beosztásokat; kezdetben a külkapcsolatokért és stratégiai partnerségekért felelt, a WHO európai régiójának mintegy félszáz tagállama egymás és a nemzetközi partnereik közötti együttműködést koordinálta, később ügyviteli igazgatónak nevezték ki. A hosszú ott töltött ideje alatt az Egészséginformációs, Bizonyíték és Kommunikáció Divízió igazgatója és az EUROHEALTH program koordinátora is volt.
2002-ben Csehák Judit miniszter visszahívta a magyarországi egészségpolitikába. Elfoglalta az Egészségügyi Minisztérium államtitkári székét, ahol 2005-ig címzetes államtitkárként ő volt a felelős egyebek mellett Magyarország uniós csatlakozásának előkészítéséért a közegészségügy területén.
Kulcsszerepe volt a 2004 júniusában Budapesten megrendezett IV. Környezet és Egészség Miniszteri Konferencia szervezésében, melynek Magyarország nemcsak technikai lebonyolítója, hanem tartalmi előkészítője is volt. A konferenciára 52 ország egészségügyi és környezetvédelmi miniszterei érkeztek, a WHO Nyugat-Európától a Közép-Ázsiáig terjedő európai régiójából.
2005-ben megpályázta az unió kínálta új lehetőséget: létrehozója és öt évig első számú vezetője lett az Európai Betegségmegelőzési és Járványügyi Központnak (ECDC) Stockholmban. Ő volt az első a 2004-ben újonnan csatlakozott 10 EU-állam polgárai közül, aki egy EU-intézményt vezethetett. Bár szokatlan volt, hogy az unió betegségmegelőzési és járványvédelmi munkáját szervező igazgatónő nem orvos vagy tudós, mivel az ECDC nem rendelkezik saját laboratóriumokkal, saját kutatást sem végez, ezért inkább Jakab egészségpolitikusi szakértelmére volt szükség az EU egészségpolitikai irányelveinek kialakításában. Az ECDC igazgatójaként olyan megfigyelő hálózatot alakított ki, ami egészségügyi adatokat gyűjt és a betegségek megelőzését koordinálja az EU-tagállamok között. Erre nagy szükség volt, hiszen az egyre nyitottabb határok nem gátolják a fertőző betegségek (köztük az AIDS, a SARS és a madárinfluenza) terjedését. Jakab a védőoltási programok fejlesztésére ösztönözte a tagállamokat, hogy a kanyaró és más könnyen megelőzhető betegségek terjedését megállítsák. 2007-ben ő szervezte meg az EDCD első tudományos konferenciáját.
Jakab az ECDC éléről jelentkezett a WHO európai regionális igazgatójának, ahová a tagországok képviselői meg is választották. Egyhangú szavazással kapott bizalmat a 2015-ben induló újabb ötéves mandátumra.
2010-2019-ig a WHO európai régiójának igazgatója volt.
2020-tól,a WHO vezérigazgató-helyettese, hivatalban.

## Családja
Férje nyugdíjas sebész főorvos, három gyermeket neveltek fel együtt – ők is nemzetközi szervezeteknél dolgoznak.